# (16198) Búzios
(16198) Búzios, désignation internationale (16198) Buzios, est un astéroïde de la ceinture principale.

## Description
(16198) Buzios est un astéroïde de la ceinture principale. Il fut découvert le 7 janvier 2000 à la station Anderson Mesa par le programme LONEOS. Il présente une orbite caractérisée par un demi-grand axe de 2,57 UA, une excentricité de 0,17 et une inclinaison de 12,5° par rapport à l'écliptique.

## Compléments